# Промортей
«Промортей» (англ. Promortyus) — седьмой эпизод четвёртого сезона американского мультсериала «Рик и Морти». Сценарий к эпизоду написал Джефф Лавнесс, а режиссёром выступил Брайан Ньютон.
Название эпизода отсылает к фильму «Прометей» (2012).
Премьера эпизода состоялась 10 мая 2020 года в блоке Adult Swim на Cartoon Network. Эпизод посмотрели около 1,3 миллиона зрителей во время выхода в эфир.

## Сюжет
Рик и Морти приходят в сознание и узнают, что их разум контролировали обхватывающие лицо инопланетные паразиты, называемые Глорзо. Не имея воспоминаний о времени, когда они были носителями, они привязывают мёртвых Глорзо к своим лицам и узнают, что Глорзо создали сложное общество. Полагая, что они пытаются использовать корабль Рика для создания супероружия, которое распространит их на Землю, Рику и Морти удаётся улететь с астероида, являющегося домом Глорзо, вызывая массовые разрушения на своём пути. Однако, вернувшись домой, они узнают, что Саммер была с ними на миссии, и они оставили её. Они возвращаются на астероид, чтобы спасти её, но обнаруживают, что она не носитель Глорзо и ей поклоняются как богине.
Саммер объясняет, что после того, как Рик и Морти попали под контроль Глорзо, она была спасена из-за зубочистки во рту, которая не позволяла паразитам цепляться к её лицу. Она убедила Глорзо реформировать своё общество, воздерживаясь от их обычной практики постоянного воспроизводства (процесс, который убивает как их самих, так и тела носителей, которые разрываются, когда они откладывают яйца).
Рик и Морти схвачены, и Саммер неловко импровизирует план побега, приговаривая их к наказанию, вернуться на корабль, а затем пытается присоединиться к ним. Глорзо становятся враждебными, но Рик использует специально настроенную музыкальную ноту, которая заставляет Глорзо непроизвольно откладывать яйца, массово убивая их. Когда они умирают, несколько Глорзо обвиняют троицу в их уничтожении за попытку продвинуть свою цивилизацию. По возвращении домой Рик и Морти начинают чувствовать сильную боль в животе. Опасаясь, что они вот-вот отложат яйца, они прощаются друг с другом, но это оказывается обычное испражнение.
В сцене после титров подруга Саммер, Триша, замечает новое увлечение Джерри пчеловодством, выражая всё больше и больше интриги, пока не понимает, что он её сексуально влечёт.

## Отзывы
Джесси Шедин из IGN оценил эпизод на 6/10, заявив, что этот эпизод «является забавным дополнением к четвёртому сезону Рика и Морти, но, безусловно, не одним из лучших эпизодов этого сезона. Сюжет поворачивается в некоторых довольно диких и неожиданных направлениях. Однако ранний импульс начинает угасать после того, как Рик и его внук возвращаются на свои смертельные земли в поисках Саммер. „Промортею“ либо потребовалось несколько дополнительных поворотов сюжета, либо хороший подзаголовок, чтобы добавить больше разнообразия». Стив Грин из IndieWire дал эпизоду оценку C+, считая, что эпизод «заимствовал страницы из нескольких фильмов в давней франшизе (и некоторых других), это эпизод, который в основном посвящён научно-фантастическому справочнику по круиз-контролю».